# Merza
Merza (oficialmente Santa María de Merza) es una parroquia española del municipio de Villa de Cruces, perteneciente a la provincia de Pontevedra, en la comunidad autónoma de Galicia.

## Historia
Hacia mediados del siglo XIX, el lugar, ya por entonces perteneciente a Carbia, tenía contabilizada una población de 420 habitantes. Aparece descrito en el undécimo volumen del Diccionario geográfico-estadístico-histórico de España y sus posesiones de Ultramar de Pascual Madoz con las siguientes palabras:

MERZA (Sta. Maria): felig. en la prov. de Pontevedra (9 leg.), part. jud. de Lalin (3), dióc. de Lugo (11), ayunt. de Carbia (3/4). sit. á la der. del r. Dena, en un pequeño y hermoso valle, con buena ventilacion y clima sano. Tiene mas de 80 casas distribuidas en las ald. de Dorbreija, Iglesia, Moa, Outeiro, Paradela, Reboredo, Silvares y Sulago. La igl. parr. (Sta. Maria) se halla servida por un cura de 2.º ascenso, y patronato real y ecl. Confina el term. N. Carbia; E. Fontao; S. Pazos; y O. Bascuas. El terreno es bastante llano y fértil; pasa por el S. dicho r. Deza sobre el cual hay un puente de madera en la ald. de Sulago. Se reunen en esta felig. varios caminos que dirigen á Pontevedra, Lalin, y á las prov. de la Coruña, Lugo y Orense. prod.: maiz, trigo, patatas, verdudas, frutas y pastso: hay ganado mular, vacuno, lanar y cabrío; caza y pesca de varias especies. pobl. 85 vec. 420 almas. contr.: con su ayunt. (V.)
(Madoz, 1848, p. 393)

En 2022, tenía empadronados 355 habitantes.